# Matsunaga Shohei
Shohei Matsunaga (sinh ngày 7 tháng 1 năm 1989) là một cầu thủ bóng đá người Nhật Bản.

## Sự nghiệp câu lạc bộ
Shohei Matsunaga đã từng chơi cho Ehime FC.